# Loi du 8 août 1956 portant amnistie
La loi no 56-791 du 8 août 1956 portant amnistie de certaines infractions commises en Tunisie est un texte législatif français portant amnistie de certaines infractions commises dans le protectorat français de Tunisie.

## Sources
- Revue Dalloz, 1956, p. 284